# 안탈리아 국제 영화제
안탈리아 국제 영화제(튀르키예어: Uluslararası Antalya Film Festivali, 영어: International Antalya Film Festival)는 튀르키예 안탈리아에서 열리는 국제 영화제이다. 1963년 설립되었으며, 튀르키예에서 가장 명망있는 영화제이다. 2009년부터는 가을에 개최되고 있다. 상 이름이 "황금오렌지"여서 안탈리아 황금오렌지 영화제로도 불린다.

## 같이 보기
- 튀르키예의 텔레비전 드라마